# Stimmloser uvularer Plosiv
Der stimmlose uvulare Plosiv (ein stimmloser, am Gaumenzäpfchen gebildeter Verschlusslaut) ist in der Phonetik ein Konsonant, bei dem – ohne Beteiligung der Stimme – die Atemluft kurz unterbrochen und dann wieder freigegeben wird („Plosiv“); dies geschieht durch ein kurzes Anschlagen der Zunge am Gaumenzäpfchen.
Er hat in verschiedenen Sprachen folgende lautliche und orthographische Realisierungen:
- Arabisch [⁠q⁠]: ق (qāf; U+0642). - Einige wichtige Dialekte, so der ägyptische und der syrisch-palästinensische, ersetzen q durch den Knacklaut ʔ, der jemenitische durch g.
- Persisch [⁠q⁠]: ق (qāf; U+0642) in Afghanistan und im Süden Irans. In der iranischen Standardaussprache (Fārsi) ist q mit ɣ zusammengefallen.
- Tadschikisch [q] қ
- Urdu [⁠q⁠]: ق (qāf; U+0642) - in der Standardaussprache, sonst meist k. Die „korrekte“ Aussprache als [⁠q⁠] gilt als gebildet.
- Kurdisch [⁠q⁠] Q (qe). Meistens ausgesprochen als k.
- Hebräisch [⁠q⁠] ק (qof). - Im modernen Ivrit wird ק jedoch als k ausgesprochen.
- Georgisch [⁠q⁠]: ყ (q'ar) Im Unterschied zum arabischen q ist das georgische q ein ejektiver Konsonant. Das Altgeorgische kannte außerdem ein aspiriertes q (qar), das im modernen Georgischen durch x und den Buchstaben ხ (Chan) ersetzt worden ist.
- Quechua [⁠q⁠]: q
- Aymara [⁠q⁠]: q
- Quiché [⁠q⁠]: q
- Kalaallisut (Grönländisch) [⁠q⁠]: q, früher ĸ

| Pulmonale Konsonanten gemäß IPA (2005) | bilabial | bilabial | labio- dental | labio- dental | dental | dental | alveolar | alveolar | post- alveolar | post- alveolar | retroflex | retroflex | palatal | palatal | velar | velar | uvular | uvular | pha- ryngal | pha- ryngal | glottal | glottal |
| --- | -------- | -------- | ------------- | ------------- | ------ | ------ | -------- | -------- | -------------- | -------------- | --------- | --------- | ------- | ------- | ----- | ----- | ------ | ------ | ----------- | ----------- | ------- | ------- |
| Pulmonale Konsonanten gemäß IPA (2005) | stl.     | sth.     | stl.          | sth.          | stl.   | sth.   | stl.     | sth.     | stl.           | sth.           | stl.      | sth.      | stl.    | sth.    | stl.  | sth.  | stl.   | sth.   | stl.        | sth.        | stl.    | sth.    |
| Plosive | p        | b        |               |               |        |        | t        | d        |                |                | ʈ         | ɖ         | c       | ɟ       | k     | ɡ     | q      | ɢ      |             |             | ʔ       |         |
| Nasale |          | m        |               | ɱ             |        |        |          | n        |                |                |           | ɳ         |         | ɲ       |       | ŋ     |        | ɴ      |             |             |         |         |
| Vibranten |          | ʙ        |               |               |        |        |          | r        |                |                |           |           |         |         |       |       |        | ʀ      |             |             |         |         |
| Taps/Flaps |          |          |               | ⱱ             |        |        |          | ɾ        |                |                |           | ɽ         |         |         |       |       |        |        |             |             |         |         |
| Frikative | ɸ        | β        | f             | v             | θ      | ð      | s        | z        | ʃ              | ʒ              | ʂ         | ʐ         | ç       | ʝ       | x     | ɣ     | χ      | ʁ      | ħ           | ʕ           | h       | ɦ       |
| laterale Frikative |          |          |               |               |        |        | ɬ        | ɮ        |                |                |           |           |         |         |       |       |        |        |             |             |         |         |
| Approximanten |          |          |               | ʋ             |        |        |          | ɹ        |                |                |           | ɻ         |         | j       |       | w¹    |        |        |             |             |         |         |
| laterale Approximanten |          |          |               |               |        |        |          | l        |                |                |           | ɭ         |         | ʎ       |       | ʟ     |        |        |             |             |         |         |
| ¹Als stimmhafter velarer Approximant (Halbvokal) wurde hier die labialisierte Variante [w] eingefügt, anstatt der nicht labialisierten Variante [ɰ]. |          |          |               |               |        |        |          |          |                |                |           |           |         |         |       |       |        |        |             |             |         |         |